# Pedro Navarro (árbitro)
Pedro Benito Navarro Torres (n. Cartago, Costa Rica, 10 de marzo de 1978) es un exfutbolista y ex Árbitro(deporte)|árbitro]] costarricense.

## Trayectoria
Pasó cinco años en la Liga de Ascenso hasta que tuvo su debut en la Primera División el 24 de julio de 2010 en el estadio Cuty Monge en el partido que abrió el Torneo de Invierno 2010 entre Brujas FC y Barrio México.
Como futbolista se formó en las ligas menores del Cartaginés, estuvo en tres Juegos Nacionales con Cartago y fue delantero en la Liga de Ascenso con Paraíso y Municipal Turrialba. Pero una lesión en la rodilla derecha lo sacó de la práctica del balompié. El 23 de diciembre del 2018 dirigió la final del Campeonato Nacional de Costa Rica entre el Deportivo Saprissa y el Club Sport Herediano.

## Participaciones
Ha arbitrado en los siguientes torneos de clubes:
- Primera División de Costa Rica
- Segunda División de Costa Rica
- Torneo de Copa de Costa Rica

## Vida personal
Navarro radica en El Tejar con su esposa Alejandra Orozco y dos hijas, Alessandra y María Paula. Labora desde el 2002 en la Universidad de Costa Rica, como jefe de la sección de transportes. Con una licenciatura y maestría, es profesor de la escuela de administración pública.
Por último se declara admirador en el país del arbitraje de Walter Quesada, Henry Bejarano, Vinicio Mena y Randall Poveda, y en el exterior del italiano Pierluigi Collina y del británico Howard Webb.